# Josefina Amalia Villa
Josefina Amalia Villa López (León, 7 de abril de 1918 -  Madrid, enero de 2006) fue una militante del Partido Comunista de España, enfermera  durante la guerra civil española y presa política durante la dictadura franquista. Su testimonio ha sido crucial para conocer las cárceles franquistas. 

## Trayectoria
Era hija de un funcionario del Ministerio de Trabajo, nacido en México y de origen asturiano. Estudió Filosofía y Letras en la Universidad de Salamanca. Allí se afilió a la  Federación Universitaria Escolar (FUE). Al estallar la guerra se encontraba en Madrid donde había venido a pasar un mes. Su hermano Rafael estaba en el equipo de nadadores de Salamanca e iba a ir a la Olimpiada Popular de Barcelona, pero ante la nueva situación se alistó.
Ella ejerció de enfermera pasando parte de la guerra en Murcia pero, cuando acabó la guerra, se trasladó a Madrid. Consiguió llegar a casa de unos amigos de su hermano y allí la detuvieron, acusada de colaborar con la República. Fue detenida por la delación de un falangista, el 7 de abril del 1939. El 23 de ese mismo mes ingresó en la cárcel de Ventas. Cuando estuvo detenida en Gobernación, fue torturada. A causa de los golpes, le rompieron los tímpanos. Allí conoció a Matilde Landa. Por la noche, ambas fueron interrogadas por el comisario Jesús Cabezas. Villa, al enterarse de quién era Landa pensó que iba a ser ejecutada allí mismo. Su testimonio, junto al de otras presas, ha servido para relatar la labor en favor de las penadas realizado por Landa en la cárcel.
En esta primera ocasión fue detenida por sus antecedentes en la Agrupación Profesional de Estudiantes de Bachillerato y en la FUE cuando accedió a la Universidad. Había tenido un enfrentamiento en Salamanca con el falangista Alonso Cardona, quien le siguió la pista y ordenó su detención en 1939. Fue puesta en libertad el 2 de septiembre.
En la cárcel de Ventas coincidió en el departamento de Menores con Martina Barroso, Ana López Gallego y Victoria Muñoz. que serían conocidas después como las Trece Rosas. Su testimonio sirvió para reconstruir sus últimas horas.
Salió en libertad provisional gracias a las influencias de amistades de su padre. Pero el 28 de marzo de 1940 fue llamada al consejo de guerra y detenida de nuevo en Gobernación. Tras dos días, pasó a la cárcel de Ventas. Salió el 18 de mayo de 1940, convertida ya en enlace del Partido Comunista. El 24 de septiembre de 1942 fue detenida por tercera vez y ya no salió hasta 1950.
Fue compañera sentimental de Heriberto Quiñones, al que estuvo visitando y atendiendo en la cárcel hasta que fue detenida dos días antes del consejo de guerra de Quiñones, que fue ejecutado el 2 de octubre. Ella siempre creyó que el juez instructor Jesualdo de la Iglesia ordenó su detención e ingreso en prisión para que no pudiera recoger y hacerse cargo de su cadáver.
En la sentencia de la causa, se hizo consignar como agravante la “diversa ayuda” que prestó la encausada a Quiñones cuando este estuvo encarcelado. así constata en su expediente: “Afirma [ella] que no obstante conocer su notoriedad política ha seguido manteniendo relaciones con él [Quiñones], habiendo recibido las cuatro cartas citadas y también ha mantenido comunicaciones ordinarias y extraordinarias” (ATMTP, S.U. 111.454).
Del 44 hasta el 45 estuvo en la cárcel de mujeres de Amorebieta, Vizcaya, habilitada en un colegio de monjas carmelitas y regentada por las monjas oblatas. Después fue trasladada al sanatorio penitenciario de Segovia y hacia 1946 regresó a Ventas. En Segovia se produjo una huelga de hambre con gran repercusión junto a otras compañeras como Manuela del Arco.
Al salir de la cárcel, trabajó como enfermera. Murió en Madrid en enero de 2006.

## Memoria histórica
Su testimonio, junto al de otras presas, ha servido de base para la investigación y la reconstrucción de la vida en las cárceles franquistas.
- Tomasa Cuevas en 1985 recogió los testimonios de las presas de las cárceles franquistas. en dos tomos bajo el título de Cárcel de mujeres (1939-1945). El testimonio de Josefina Amalia Villa abre el segundo tomo.[8][9][10]

- Fernando Hernández Holgado, tomó su testimonio en varias entrevistas realizadas en enero de 2001. Sus recuerdos forman parte de su libro Mujeres encarceladas: la prisión de Ventas de la República al franquismo.[1]
- Aparece mencionada como amiga de Manuela del Arco en la biografía novelada de esta, Memoria del frío.[11]